# Wilhelm Bauer (Schauspieler)
Wilhelm Bauer (4. März 1864 in Wien – nach 1939) war ein österreichischer Kinderdarsteller, Theaterschauspieler und Sänger (Tenor).

## Leben
Bereits als zehnjähriger Knabe spielte der Sohn eines Trödlers in den Kinderkomödien am Theater in der Josefstadt die ersten komischen Rollen und als er 16 Jahre alt geworden war, entlief er seinen Eltern und der Schule und ging, ohne je Gesangs- oder dramatischen Unterricht erhalten zu haben, zur Bühne.
Er begann seine Bühnenlaufbahn 1881 in Triest, setzte dieselbe in Venedig, Mailand, Neapel, Rom, Florenz und Genua fort und trat, nach Österreich zurückgekehrt, in den Verband des Stadttheaters Marienbad (1882), kam dann nach Klagenfurt (1883), Brünn (1884), Olmütz (1885 bis 1886), Graz (1887 bis 1889), Frankfurt (1890), Hamburg (1891), begab sich dann nach New York und trat im März 1893 in den Verband des Carltheaters, welcher Bühne er 1906 als erster und außerordentlich beliebter und erfolgreicher Operettentenor angehörte. Bauer hat sich auch dreimal an Gastspieltourneen des Wiener Operettenensembles unter Führung Franz von Jauners nach Russland beteiligt.
Am Carltheater trat er in mehreren Uraufführungen von Operetten auf, 1901 in Die drei Wünsche von Carl Michael Ziehrer, 1901 in Das süße Mädel von Heinrich Reinhardt, 1902 in Der Rastelbinder von Franz Lehár und 1904 in Der Göttergatte, ebenfalls von Lehár.
Von 1906 bis 1912 lebte er gastierend in Wien, nach Anbruch des Radiozeitalters war er Ende der 1920er Jahre beim Münchner Rundfunk angestellt. In der ersten Hälfte der 1930er Jahre wurde Bauer am Landestheater Coburg für die Oper / Operette verpflichtet, gegen Ende des Jahrzehnts sang er im selben Bereich am Landestheater von Neustrelitz. Bei Beginn des Zweiten Weltkriegs bereits 75 Jahre alt, verschwand der nunmehr pensionierte Wilhelm Bauer aus dem Blickfeld der Öffentlichkeit.